# Hare Bay (Great Northern Peninsula)
De Hare Bay (letterlijk "Hazenbaai") is een baai van ongeveer 450 km² in de Canadese provincie Newfoundland en Labrador. De baai bevindt zich in het noordoosten van het Great Northern Peninsula van Newfoundland.

## Geografie
Hare Bay reikt ruim 30 km ver in het binnenland van het Great Northern Peninsula en heeft een maximale breedte van 15 km. Het is bij verre de grootste baai van dat schiereiland.
De baai telt, vooral in het zuiden en zuidwesten, verschillende eilanden. Drie hiervan zijn onder de naam Ecologisch Reservaat Hare Bay Islands erkend als natuurreservaat. Andere noemenswaardige eilanden in het zuiden van de baai zijn Shoal Arm Island, Long Island, Pradet Island, Starboard Island en Port Island. Net voorbij het zuidoostelijke uiteinde van de baai, bij de open wateren van de Atlantische Oceaan, liggen voorts nog de Fischoteilanden.
De Hare Bay telt een aantal grote zijbaaien, waaronder de Prince Edward Bay in het zuidwesten en de Maiden Arm in het zuidoosten.

### Plaatsen
Er liggen slechts drie plaatsen aan de oevers van deze grote baai. Het betreft de vlak bij elkaar gelegen plaatsen Main Brook en Burnt Village in het zuiden en Goose Cove East in het uiterste noordoosten. Aan de noordoever liggen daarnaast nog twee kleine spookdorpen, namelijk Lock's Cove en Ireland's Bight, en aan de zuidoevers ligt nog de seizoensgebonden nederzetting Spring Village.